# Lista cluburilor de fotbal din județul Cluj
Lista cluburilor de fotbal din județul Cluj prezintă echipele care au activat în diviziile fotbalului românesc și maghiar. Diferite surse oferă date alternative pentru datele de înființare a clubului și, prin urmare, datele date pot varia. Motivele diferențelor includ:
- Statutul informal: cluburile pot proveni ca o asociație neincorporată; sursele pot include această perioadă relativ informală ca parte a istoriei lor.
- Fuziuni: cluburile se pot forma printr-o fuziune a două cluburi, data unuia dintre cluburile inițiale fiind selectată ca dată de fondare.
- Lichidare: Unele cluburi au fost lichidate, un nou club adoptând istoria clubului lichidat. În astfel de cazuri, decizia forurilor competente de afiliere (UEFA, LPF) este primară.
- Istoric: unele date se bazează pe relatări non-contemporane cu surse de proveniență incertă.
- Continuitate: Rapoartele ziarelor contemporane pot da nume de cluburi a căror legătură directă cu cluburile moderne nu este stabilită. În astfel de cazuri, decizia forurilor competente de afiliere (UEFA, LPF) este primară.

Această listă nu include echipele secunde.

## Lista cluburilor de fotbal din județul Cluj
| Anul înființării | Club                                        | Anul desființării | Note |
| ---------------- | ------------------------------------------- | ----------------- | --- |
| 1902             | Clubul Atletic Universitar Cluj             | 1945              | Clubul polisportiv a fost fondat în 1902 sub numele de KEAC(Kolozsvári Egyetemi Atlétikai Club - Club Atletic Universitatea Cluj). Prima participare a secției de fotbal a fost în liga a doua de fotbal a Ungariei în sezonul 1913-14, ocupând un onorabil loc 4 din 11 echipe. Aceasta a fost si cea mai bună clasare a sa. Din 1919, se mută în exil la Sighet(Szeged) si activează în campionatul maghiar. Din 1940 până în 1945 clubul este readus la Cluj. Reușește să câștige liga a patra în sezonul 1942-43. Promovează an de an si se afla pe locul 2 in liga a doua când se întrerupe campionatul din cauza războiului. Se desființează în 1945. |
| 1904             | Club Atletic Cluj                           | 1948              | Fondat în 1880 sub numele de Kolozsvári Athletikai Club - Club Atletic Cluj a înființat secția de fotbal în 1904. Din sezonul 1907-1908, a activat în campionatul ligii a doua maghiare, și a disputat adevărate derbiuri contra celor de la Academia Comercială Cluj, în primul deceniu a secolului 20 și cu CFR Cluj in al doilea deceniu. Câștigă titlul de campioană a Transilvaniei in sezonul 1913-14, și iese de 3 ori vicecampioană in sezoanele 1907-08, 1908-09 și 1911-12. În perioada interbelică clubul pune accentul pe sectia de atletism unde câștigă de 2 ori titlul de campioană natională. Intră în circuitul divizionar în 1934 odată cu înființarea Diviziei B, activând în seria a treia. În timpul celui de-al doilea război mondial termină pe locul 3 în campionatul Ungariei, in sezonul 1943-44. După război, sub noul nume de Ferar Cluj, termină pe locul 6 în liga 1(pe atunci Divizia A), după care datorită dificultătilor financiare este nevoit să fuzioneze cu clubul CFR Cluj; cei mai buni jucători rămân la CFR Cluj in liga 1 iar restul se duc în liga doua tot sub numele de Ferar, unde terminând pe ultimul loc, clubul se desfiintează. |
| 1905             | Cercul Sportiv al Academiei Comerciale Cluj | 1913              | Fondată în 1905 sub numele de Kolozsvári Athletikai Club - Academia Comercială Cluj. Este prima echipă care a câștigat campionatul Transilvaniei, în sezonul 1907-1908. În acel sezonul inaugural Academia Comercială a administrat cea mai mare înfrângere clubului CFR Cluj, 23-0. KASK era o echipă deja formată de doi ani, pe când CFR tocmai se înființase de câteva săptămâni. A câștigat 4 titluri de campioană a Transilvaniei, primele 3(1907-08, 1908-09,1909-10), apoi după titlul câștigat de CFR(1910-11), a mai câștigat unul(1911-12). A mai fost vicecampioană în sezonul când a câștigat CFR-ul si ultima dată în sezonul 1912-13. În al doilea deceniu al secolului 20, derbiurile s-au disputat între Academia Comerciala și CFR. În Decembrie 12, 1913, clubul s-a retras din campionat și s-a desființat. |
| 1907             | Arieșul Turda                               | Liga a III-a      | Fondată în 1907 sub numele de Muncitorul Turda. E câștigătoare a Cupa României 1960-1961. În campionat a terminat cel mai sus pe locul 6 în liga doua. Din cauze financiare, în 2011-12, Arieșul Turda s-a retras la finele turului eșalonului secund. La 2 iunie 2016 a fost reînființată Sticla Arieșul Turda, fiind înscrisă în Liga a IV-a. |
| 1907             | CFR Cluj                                    | Liga I            | CFR a fost fondată în noiembrie 1907, când orașul Cluj-Napoca (pe atunci Kolozsvár) făcea parte din Austro-Ungaria, sub numele de Kolozsvári Vasutas Sport Club („Club Sportiv Feroviar Kolozsvár”). După război, în 1920, Transilvania a devenit parte a României și, în consecință, clubul și-a schimbat numele în CFR Cluj, menținându-și legăturile cu organizația feroviară națională, de data aceasta transportatorul feroviar de stat român, Căile Ferate Române, de unde și acronimul. Înainte de sezonul 1947-48, echipa a fuzionat cu clubul Ferar Cluj. În 1960, o altă fuzionare a avut loc, de data aceasta cu clubul Dermata Cluj, rezultând în CSM Cluj. În 1964, echipa și-a schimbat denumirea în Clujeana. Peste trei ani, clubul s-a desprins de Dermata și a revenit la denumirea de CFR Cluj. |
| 1908             | FC Cluj                                     | 1910              | FC Cluj a fost fondat în 1908 ca si Kolozsvári FC, când orașul Cluj-Napoca (pe atunci Kolozsvár=Cluj) făcea parte din Austro-Ungaria. S-a înscris în două sezoane ale ligii a doua maghiare seria Est(care avea să devină campionatul Transilvaniei), ocupând locurile 4 respectiv 5. |
| 1911             | CS Muncitorul Cluj                          | 1942              | Clubul Sportiv Muncitorul Cluj a fost fondat în 1911 ca și Kolozsvári Munkás Sport Club(Kolozsvári MSC). A evoluat în două sezoane în liga patra, 1940-41, 1941-42. |
| 1912             | AMEF Cluj                                   | 1945              | AMEF Cluj a fost fondat în 1912 ca și Kolozsvári Munkás Testedző Egylet(Kolozsvári MTE). La prima participare termină pe locul 8 din 11 in campionatul Transilvaniei in sezonul 1913-14. După primul razboi mondial la reluarea campionatului in sezonul 1918-19, termină pe locul 4 din 4 echipe. Clubul este reactivat in anii 40 cand porneste din liga a patra si promovează in fiecare an. Anul 1945 o găsea in liga a 2a, an in care se desfiintează. |
| 1912             | AS a Lucrătorilor Economici Cluj            | 1945              | AS a Lucrătorilor Economici Cluj a fost fondat în iulie 1912 ca si Kolozsvári Közgazdasági Alkalmazottak Sport Egyesülete, prin desprinderea a câtorva jucători de la Academia Comercială. Cea mai buna clasare, locul 5, a fost in sezonul 1913-14. |
| 1919             | U Cluj                                      | Liga I            | Fondată în septembrie 1919 sub numele de Societatea Sportivă a Studenților Universitari (abreviată - U). Pe perioada celui de-al doilea război mondial poartă denumirea de Universitatea Sibiu, deoarece clubul s-a mutat temporar în exil la Sibiu. În 1946 echipa și-a schimbat numele în Știința Cluj. În 1966, numele echipei a fost schimbat înapoi în Universitatea. Pe 29 septembrie 2016, societatea lui Florian Walter, FC Universitatea Cluj, a dat faliment. În vara acelui an, a fost formată o nouă echipă cu sprijinul Primăriei, Universității Babeș-Bolyai și al suporterilor „U”. Deoarece falimentul s-a produs după începerea sezonului, numele echipei nou-înființate a rămas ACSF Alb-Negru al Studenților Clujeni pentru acel sezon. Pe 11 mai 2017 a fost anunțat oficial că din sezonul 2017–18 echipa va reveni la vechiul nume, FC Universitatea Cluj. |
| 1920             | Haggibbor Cluj                              | 1941              | AS Haggibor Cluj a fost fondat în 1920 ca si Kolozsvári Haggibor SE de scriitorul János Giszkalai, doctorul Bernát Knöpfler și de avocatul Chaim Weisburg. Era clubul evreilor din oraș, unul din multele înființate în Ardeal ca Bar-Koch în Satu Mare , Samson în Maramureș , Hakoah în Arad , Kadima în Timișoara , Makkabea si Ivri în Brașov. Prima secție a fost cea de fotbal, urmată de cele de tenis, scrimă, gimnastică, tennis de masă, box, înot și polo pe apă. Dacă la fotbal nu a avut performanțe notabile în schimb la celelalte secții a luptat împreună cu U Cluj si Club Atletic Cluj și a și reușit să câștige titluri naționale. |
| 1920             | Victoria Cluj                               | Liga a IV-a Cluj  | Fotbal Club Victoria Cluj a fost un club românesc de fotbal, înființat în anul 1920, în cartierul Mănăștur, înglobând inițial studenții de la Academia Comercială din Cluj-Napoca. A fost de 3 ori vicecampioană națională în sezoanele 1922, 1923, 1929. Activitatea clubului a fost puternic afectată de al doilea război mondial. Clubul s-a desfiintat în 1947 dar reînființat în 2019. |
| 1921             | Unirea Dej                                  | Liga a II-a       | Unirea Dej este un club de fotbal din Dej, Județul Cluj, România, ce evoluează în prezent în . Fiind una dintre cele mai vechi formații de fotbal din România, fondată în anul 1921, Unirea nu a reușit totuși niciodată să ajungă pe prima scenă a fotbalului românesc. Echipa își dispută meciurile de acasă pe Stadionul Municipal din Dej, care o capacitate de circa 5000 de locuri. |
| 1921             | Câmpia Turzii                               | Liga a IV-a Cluj  | Industria Sârmei Câmpia Turzii (club care a avut și alte denumiri, inclusiv Metalul, Energia, Mechel și SeSo ) a fost un club de fotbal din Câmpia Turzii, România. Cele mai mari performanțe ale echipei (sub alte denumiri) sunt participările în prima ligă din sezoanele 1952, 1954 și finala Cupei României din 1956. |
| 1937             | Dermata Cluj                                | 1967              | Janos Herbak proprietarul fabricii de încălțăminte cu același nume înființează clubul Dermata în 1937. După anexarea Transilvaniei la Ungaria, numele este schimbat în Kolozsvári Bástya Sport Egylet = Asociația Sportivă Bastionul Cluj. După război clubul revine la numele de Dermata. Din 1947-48, odată cu naționalizările, clubul își schimbă numele în Clujana, și începe să întâmpine dificultăți financiare, care îi vor afecta evoluția sportivă. În 1967 fuzionează prin absorbtie cu CFR Cluj. |
| 1940             | Carnea Cluj                                 | 1945              | Carnea Cluj a fost fondat în 1940 ca si Kolozsvári Húsos. A activat în liga a patra Cluj. |
| 1940             | FC Sector III Cluj                          | 1945              | FC Sector III Cluj este un club românesc de fotbal, înființat în anul 1940 în maghiară ca Kolozsvári III Keruleti FC, ca filială a unui club budapestan cu același nume, care a activat in Liga a IV-a Cluj în sezonul 1940-41. |
| 1940             | FC Corvin Cluj                              | 1945              | FC Corvin Cluj este un club românesc de fotbal, înființat în anul 1940 în maghiară ca Kolozsvári Korvin SE, ca tribut adus regelui care s-a născut chiar în urbea de pe Someș. A activat in Liga a IV-a Cluj în sezonul 1940-41 si 1941-42, apoi a stat 2 sezoane în liga 3a, iar în sezonul 1944-45 a jucat în liga a doua, dar campionatul s-a oprit datorită liniei frontului. Clubul a fost desființat în 1945. |
| 1941             | AS Poștașul Cluj                            | 1945              | Asociația Sportivă Poștașul Cluj este un club românesc de fotbal, înființat în anul 1941 în maghiară ca Kolozsvári Postás Sport Egylet. A jucat sezoanele 1941-41 și 1942-43 în liga a 4a, apoi următoarele două (1943-44, și 1944-45) în liga a 3a, ca ultimul sezon înainte să se desfiinteze în liga a 2a. |
| 1943             | AS a Colegiului de Agricultură Cluj         | 1945              | AS a Colegiului de Agricultură Cluj este un club românesc de fotbal, înființat în anul 1943 în maghiară ca Kolozsvári Mezőgazdasági Főiskolai SE. A avut promovări succesive, începând din liga a 4a. Clubul se găsea în liga a 2a în 1945 cand datorită războiului clubul a fost desființat. |
| 1986             | Sănătatea Cluj                              | Liga a III-a      | Clubul Sportiv Sănătatea Servicii Publice Cluj-Napoca s-a înființat în anul 1986, sub denumirea "Clubul Sportiv Sănătatea Cluj-Napoca", din inițiativa unor oameni devotați fenomenului fotbalistic, avându-l în frunte pe Vasile Moldovan ca organizator și antrenor, și pe dr. Dumitru Predescu - președinte al secției de fotbal, clubul activând la nivelul municipiului Cluj-Napoca și având dorința de a dezvolta mișcarea sportivă în rândul angajaților Direcției Sanitare a Județului Cluj. |

## Clasamentul cluburilor de fotbal din județul Cluj
| Loc | Cluburi            | Competițiile din România | Competițiile din România | Competițiile din România | Competițiile din România | Competițiile din România | Competițiile din România | Competițiile din România | Competițiile din România | Competițiile din România | Competițiile din România | Competițiile din România | Competițiile din România | Competițiile din România | Competițiile din România | Competițiile din România | Competițiile din România | Competițiile din România |
| Loc | Cluburi            | Liga I                   | Liga I                   | Liga a II-a              | Liga a II-a              | Liga a III-a             | Liga a III-a             | Camp. Reg.               | Camp. Reg.               | Liga a IV-a Cluj         | Liga a IV-a Cluj         | Cupa                     | Cupa                     | Super cupa               | Super cupa               | Cupa Ligii               | Cupa Ligii               |                          |
| Loc | Cluburi            | 1                        | 2                        | 1                        | 2                        | 1                        | 2                        | 1                        | 2                        | 1                        | 2                        |                          |                          |                          |                          |                          |                          |                          |
| --- | ------------------ | ------------------------ | ------------------------ | ------------------------ | ------------------------ | ------------------------ | ------------------------ | ------------------------ | ------------------------ | ------------------------ | ------------------------ | ------------------------ | ------------------------ | ------------------------ | ------------------------ | ------------------------ | ------------------------ | ------------------------ |
| 1   | CFR Cluj           | 8                        | 1                        | 2                        | 1                        | 8                        | 1                        | —                        | 1                        | —                        | —                        | 4                        | 1                        | 4                        | 5                        | —                        | —                        |                          |
| 2   | Victoria Cluj      | —                        | 3                        | —                        | —                        | —                        | —                        | 6                        | 3                        | 1                        | 2                        | —                        | —                        | —                        | —                        | —                        | —                        |                          |
| 3   | U Cluj             | —                        | 1                        | 6                        | 3                        | 2                        | —                        | 7                        | 3                        | 1                        | —                        | 1                        | 5                        | —                        | —                        | —                        | 1                        |                          |
| 4   | Câmpia Turzii      | —                        | —                        | 2                        | 1                        | 4                        | 1                        | —                        | —                        | 2                        | —                        | —                        | 1                        | —                        | —                        | —                        | —                        |                          |
| 5   | Unirea Dej         | —                        | —                        | —                        | —                        | 3                        | 7                        | 1                        | —                        | 2                        | —                        | —                        | —                        | —                        | —                        | —                        | —                        |                          |
| 6   | Haggibbor Cluj     | —                        | —                        | —                        | —                        | —                        | 1                        | —                        | 1                        | —                        | —                        | —                        | —                        | —                        | —                        | —                        | —                        |                          |
| 7   | CS Muncitorul Cluj | —                        | —                        | —                        | —                        | —                        | —                        | —                        | 1                        | —                        | —                        | —                        | —                        | —                        | —                        | —                        | —                        |                          |
| 8   | AMEF Cluj          | —                        | —                        | —                        | —                        | —                        | —                        | —                        | 1                        | —                        | —                        | —                        | —                        | —                        | —                        | —                        | —                        |                          |
| 9   | Club Atletic Cluj  | —                        | —                        | —                        | —                        | —                        | —                        | —                        | 1                        | —                        | —                        | —                        | —                        | —                        | —                        | —                        | —                        |                          |
| 10  | Sănătatea Cluj     | —                        | —                        | —                        | —                        | —                        | —                        | —                        | —                        | 1                        | —                        | —                        | —                        | —                        | —                        | —                        | —                        |                          |

| Loc | Cluburi                          | Competițiile din Ungaria | Competițiile din Ungaria | Competițiile din Ungaria | Competițiile din Ungaria | Competițiile din Ungaria | Competițiile din Ungaria | Competițiile din Ungaria | Competițiile din Ungaria | Competițiile din Ungaria | Competițiile din Ungaria | Competițiile din Ungaria | Competițiile din Ungaria | Competițiile din Ungaria |
| Loc | Cluburi                          | NB I                     | NB I                     | NB I                     | NB II                    | NB II                    | NB III                   | NB III                   | NB IV                    | NB IV                    | Turneu Cluj              | Turneu Cluj              | Cupa Ungariei            | Cupa Ungariei            |
| Loc | Cluburi                          | 1                        | 2                        | 3                        | 1                        | 2                        | 1                        | 2                        | 1                        | 2                        | 1                        | 2                        |                          |                          |
| --- | -------------------------------- | ------------------------ | ------------------------ | ------------------------ | ------------------------ | ------------------------ | ------------------------ | ------------------------ | ------------------------ | ------------------------ | ------------------------ | ------------------------ | ------------------------ | ------------------------ |
| 1   | CS al Academiei Comerciale Cluj  | —                        | 1                        | —                        | 4                        | 2                        | —                        | —                        | —                        | —                        | 1                        | 1                        | —                        |                          |
| 2   | Club Atletic Cluj                | —                        | —                        | 1                        | 2                        | 3                        | —                        | —                        | —                        | 1                        | 1                        | 1                        | —                        | 1                        |
| 3   | CFR Cluj                         | —                        | —                        | —                        | 4                        | 3                        | —                        | —                        | —                        | —                        | —                        | —                        | —                        | —                        |
| 4   | AS Bastionul Cluj                | —                        | —                        | —                        | —                        | 1                        | —                        | —                        | 1                        | —                        | —                        | —                        | —                        | —                        |
| 5   | Clubul Atletic Universitar Cluj  | —                        | —                        | —                        | —                        | —                        | —                        | —                        | 1                        | —                        | —                        | —                        | —                        | —                        |
| 6   | Carnea Cluj                      | —                        | —                        | —                        | —                        | —                        | —                        | —                        | 1                        | —                        | —                        | —                        | —                        | —                        |
| 7   | AS Colegiul de Agricultură Cluj  | —                        | —                        | —                        | —                        | —                        | —                        | —                        | 1                        | —                        | —                        | —                        | —                        | —                        |
| 8   | CA Cluj II                       | —                        | —                        | —                        | —                        | —                        | 1                        | —                        | —                        | 2                        | —                        | —                        | —                        | —                        |
| 9   | AMEF Cluj                        | —                        | —                        | —                        | —                        | —                        | —                        | 1                        | —                        | —                        | —                        | —                        | —                        | —                        |
| 10  | AS a Lucrătorilor Economici Cluj | —                        | —                        | —                        | —                        | —                        | —                        | —                        | —                        | 1                        | —                        | —                        | —                        | —                        |
| 11  | AMEF Cluj II                     | —                        | —                        | —                        | —                        | —                        | —                        | —                        | —                        | 1                        | —                        | —                        | —                        | —                        |
| 12  | Corvinul Cluj                    | —                        | —                        | —                        | —                        | —                        | —                        | —                        | —                        | —                        | —                        | —                        | —                        | —                        |